# 은산면
은산면(恩山面)은 대한민국 충청남도 부여군의 면이다.

## 행정 구역
- 은산리(恩山里): 행정복지센터 소재지.
- 가곡리(佳谷里)
- 가중리(佳中里)
- 각대리(角垈里)
- 거전리(巨田里)
- 경둔리(敬屯里)
- 금공리(琴公里)
- 나령리(羅領里)
- 내지리(內地里)
- 대양리(大陽里)
- 신대리(新大里)
- 오번리(五番里)
- 용두리(龍頭里)
- 장벌리(長閥里)
- 합수리(合首里)
- 회곡리(檜谷里)
- 홍산리(洪山里)

## 문화
- 은산별신굿놀이 : 대한민국 중요무형문화재 제9호
- 내지리 단잡기 놀이 : 충청남도 무형문화재 제29호
- 은산 박영희 가옥 : 부여군 향토문화유산 제149호

## 학교
| 학교명                | 소재지                              | 비고                                      |
| --------------------- | ----------------------------------- | ----------------------------------------- |
| 은산초등학교          | 구 교사 : 충의로673번길 27 (은산리) |                                           |
| 은산초등학교          | 은산면 충의로 729 (신대리)          | 2000년 통합학교로 이전 現 은산중학교 위치 |
| 은산초등학교 대양분교 | 은산면 충절로 3222 (오번리)         | 2000년 폐교                               |
| 은산초등학교 매화분교 | 은산면 매화로 106 (가곡리)          | 1997년 폐교                               |
| 합수초등학교          | 은산면 내지로 146 (내지리)          | 2000년 폐교                               |
| 은산중학교            | 은산면 충의로 729 (신대리)          |                                           |